# Val Saint-Côme
La Station touristique Val Saint-Côme est une station de ski du Québec, au Canada. Elle est située à Saint-Côme, dans la région de Lanaudière, à environ 120 km au nord de Montréal. La station est au cœur de la formation des champions olympiques canadiens de demain, puisqu'elle accueille le Centre d'excellence acrobatique Val Saint-Côme, seul endroit dans l'est du Canada entièrement consacré au développement des jeunes athlètes de ski acrobatique.

## Histoire
La Station touristique Val Saint-Côme a été fondée en 1979. Il n'y a alors ni électricité, ni téléphone et la seule remontée mécanique en place est un télé-bar. L'année suivante, avec l'arrivée de l'électricité, le chalet est agrandi et une chaise triple est installée.
À la suite d'un hiver désastreux durant la saison 1982-1983, Val Saint-Côme s'équipe de canons pour la fabrication de la neige de culture. L'année 1985 est marquée par l'arrivée d'une chaise quadruple fixe et par le premier développement des condominiums au pied des pentes. À chaque phase de développement, l'agrandissement du chalet est nécessaire pour continuer de répondre à la clientèle grandissante. Le ski de soirée fait également son apparition à Val Saint-Côme avec le développement de cinq pistes éclairées.
En 1988, Val Saint-Côme décide de prendre un tournant important. La chaise quadruple fixe est déplacée sur un autre flanc de montagne, faisant ainsi passer la dénivellation de la montagne de 215 mètres à 300 mètres. En même temps, on installe une chaise quadruple débrayable — la seule de Lanaudière — à l'emplacement de la chaise quadruple fixe, une autre piste vient s'ajouter à la liste des pistes éclairées, on agrandit et augmente la capacité du système à neige et on investit dans une Auberge de 30 chambres directement à la mi-pente. Pendant tout ce temps, de nombreuses résidences sont construites au pied des pentes.
À la fin de la saison 2009-2010, le gouvernement du Québec a annoncé qu'il octroyait un budget de 2,5 millions de dollars pour la construction d'un centre d'entraînement acrobatique à Val Saint-Côme. C'est la saison 2010-2011 qui voit donc naître le nouveau Centre d'excellence acrobatique Val Saint-Côme.
La station fut l'hôte des meilleurs bosseurs du pays en mars 2013 alors qu'elle accueillait les Championnats canadiens de bosses.
2014 : La station devient l’hôte officiel d’une étape annuelle de la Coupe du monde FIS de ski acrobatique (bosses). Ce rendez-vous prestigieux attire les meilleurs athlètes de la planète et contribue à positionner Val Saint-Côme comme un centre d’excellence dans le développement du ski acrobatique.
2016–2019 : Plusieurs améliorations des infrastructures sont apportées : modernisation du système d’enneigement, bonification des sous-bois, agrandissement des aires d’accueil et mise à jour des installations du centre d’excellence acrobatique.
2018 : Un incendie majeur détruit le chalet principal de la station. Grâce à une mobilisation rapide, un pavillon temporaire est érigé pour assurer l’ouverture de la saison 2018-2019. Un nouveau chalet moderne est inauguré au printemps 2019, alliant efficacité opérationnelle et accueil chaleureux.
2020 : En contexte pandémique, la station adapte ses opérations avec une billetterie en ligne, un service client réorganisé et des mesures sanitaires strictes, tout en maintenant l’accès aux pistes et à l’école de glisse.
2022–2023 : Val Saint-Côme lance une offre quatre saisons, avec le développement de sentiers de vélo de montagne et l’organisation d’activités estivales comme le Festival des Couleurs, qui prend de l’ampleur avec des artisans, spectacles et activités pour toute la famille.
2024 : La station accueille pour la première fois Les Légendes du Nord, une étape officielle de la Coupe du monde FIS de snowboard alpin – slalom géant parallèle (PGS). L’événement marque un tournant dans la diversification de la programmation compétitive de la station.
2025 : Plusieurs projets sont en cours ou en développement, notamment  une expansion de l’offre d’hébergement sur les pistes et une stratégie de positionnement régional misant sur l’accessibilité, l’ambiance chaleureuse et les activités quatre saisons.

## Statistiques de la montagne
- Dénivellation verticale: 300 m
- Précipitations annuelles moyennes de neige: 300 cm
- Orientation de la montagne: sud-ouest
- Altitude à la base: 300 m
- Altitude au sommet: 300 m[3]

## Domaine skiable
- Terrain skiable: 70 acres
- Nombre de pistes: 61[4]
- Nombre de piste éclairées: 12
- Nombre de parcs à neige: 6
- Sous-bois : 25
- Piste la plus longue: La grande avenue (2 800 m)

## Compétitions et événements
Val Saint-Côme est un site emblématique de compétitions de ski acrobatique, reconnu à l’échelle internationale. Depuis 2014, la station accueille chaque année une étape de la Coupe du monde FIS de bosses et bosses en parallèle, rassemblant les meilleurs athlètes de la planète, dont plusieurs champions olympiques et mondiaux. Cette compétition se déroule généralement à la mi-janvier et est retransmise dans plusieurs pays. Le parcours, aménagé sur la piste Alexandre Bilodeau, est réputé pour sa difficulté technique et sa qualité d’aménagement.
En février 2025, Val Saint-Côme a accueilli la première édition de Les Légendes du Nord, une étape de la Coupe du monde FIS VISA de snowboard alpin dans la discipline du slalom géant parallèle (PGS). Organisée les 15 et 16 février 2025, cette compétition a rassemblé l'élite mondiale du snowboard alpin sur la piste La Grande Allée, située à proximité de l'Auberge Val Saint-Côme.
L'événement a également offert une ambiance festive avec des animations, un bar extérieur et des activités immersives pour les spectateurs, renforçant la réputation de Val Saint-Côme comme destination incontournable pour les amateurs de sports d'hiver.

## Enneigement
- Nombre de canons à neige: 100+
- Enneigement de culture: 78 % du domaine skiable}[3]

## Remontées
- Télésiège triple: 1
- Télésiège quadruple: 2, dont une débrayable
- Tapis roulant: 1[5]
- Capacité de remontée: 8600 skieurs/heure

## Événements marquants
Durant la nuit du 21 septembre 2018, le chalet principal prend feu et est détruit en entier. Il est par la suite reconstruit en partit à temps pour le début de la saison 2018-2019 et sera complété au printemps 2019.

## Activités et services
Outre le ski alpin, la station propose des activités de ski de soirée, de snowboard, et dispose d'une école de glisse. L'Auberge Val Saint-Côme, située directement sur les pistes, offre un hébergement avec accès ski-in/ski-out, une piscine intérieure et un restaurant, La Rosée Blanche .
En été, la station se transforme en destination de vélo de montagne, avec des sentiers adaptés à tous les niveaux et une remontée mécanique en service. Le Festival des Couleurs, organisé chaque automne, célèbre la saison avec des activités familiales et des panoramas spectaculaires.